# La festa de Nadal
La festa de Nadal (originalment en anglès, Office Christmas Party) és una pel·lícula estatunidenca de l'any 2016 dirigida per Will Speck i Josh Gordon, amb guió de Justin Malen i Laura Solon, i protagonitzada per Jason Bateman, Olivia Munn, T.J. Miller, Jillian Bell, Vanessa Bayer, Courtney B. Vance, Sam Richardson, Rob Corddry, Jennifer Aniston, Randall Park i Kate McKinnon. El desembre de 2021 es va estrenar el doblatge en català a TV3.

## Sinopsi
A en Clay les coses no li van gens bé, la seva germana, Carol Vanstone, el cap directiu de la companyia, amenaça de tancar la sucursal, així que en Clay, gerent de l'oficina, decideix organitzar una festa nadalenca èpica per intentar aconseguir un nou client i així revertir la decisió de la seva germana.